# Grupa monstrum
Grupa monstrum – największa grupa sporadyczna, tj. największa skończona grupa prosta nienależąca do żadnej z nieskończonych rodzin skończonych grup prostych. Zwykle oznaczana jest przez M bądź F1.

## Historia
Istnienie grupy monstrum zostało udowodnione przez Bernda Fischera i Roberta Griessa w 1973 roku. Po raz pierwszy konkretna konstrukcja grupy monstrum została zaprezentowana przez Griessa w 1982 jako grupa automorfizmów algebry Griessa, tj. pewnej 196883-wymiarowej przemiennej i niełącznej algebry.

## Własności
Rząd grupy monstrum zawiera kilkanaście różnych czynników pierwszych i ma ich kilkadziesiąt, licząc krotności:
{\displaystyle {\begin{array}{lcl}|M|&=&2^{46}\cdot 3^{20}\cdot 5^{9}\cdot 7^{6}\cdot 11^{2}\cdot 13^{3}\cdot 17\cdot 19\cdot 23\cdot 29\cdot 31\cdot 41\cdot 47\cdot 59\cdot 71\\&=&808\;017\;424\;794\;512\;875\;886\;459\;904\;961\;710\;757\;005\;754\;368\;000\;000\;000\\&\approx &8\cdot 10^{53}.\end{array}}}